# Anemone pavoniana
La anémona cantábrica (Anemone pavoniana) es una planta herbácea de la familia de las ranunculáceas. Es nativa de España.

## Descripción
Es una planta herbácea con rizoma no tuberoso, cilíndrico. El tallo de hasta 50 cm de altura, con base frecuentemente cubierta por restos foliares algo fibrosos de color castaño. Pilosidad esparcida, con pelos que persisten más en el escapo y el raquis foliar, pero limbos casi glabros en verano. Las hojas en roseta, 2-3 ternadas, con pecíolos 2-4 veces mayores que el limbo, lóbulos 1-3 mm de anchura. Brácteas semejantes a las hojas, con pecíolo envainador corto, muy piloso. Sépalos 6-8, de 15-20 × 7-10 mm, elipsoideo-subromboidales, blancos, con dorso piloso y algo azulado. Anteras 0,8-1,1 mm. Poliaquenio 12-18 × 10-12 mm, lanífero, ovoide, con 25-50 aquenios, comprimidos, de contorno piriforme; estilo corto, curvo y negro.

## Distribución y hábitat
Se encuentra en repisas y grietas de roquedos calizos, sombreados en las zonas bajas, y soleados en alta montaña; a una altitud de (800)1000-2400 metros, en la cordillera Cantábrica y zonas próximas, en la península ibérica.

## Taxonomía
Anemone pavoniana, fue descrita  por Pierre Edmond Boissier y publicado en Diagnoses Plantarum Orientalium Novarum II, 1: 6, en el año 1854.
Citología
Número de cromosomas de Anemone pavoniana (Fam. Ranunculaceae) y táxones infraespecíficos: 
2n=16
Etimología
El nombre del género Anemone viene del griego ἄνεμος (anemos, que significa viento), por una antigua leyenda que dice que las flores sólo se abren cuando sopla el viento. 
pavoniana: epíteto latíno que significa "con ojo azul, como el pavo real".
Sinonimia
- Anemone baldensis subsp. pavoniana (Boiss.) M. Laínz
- Anemone losae Sennen
- Anemone pavoniana var. losae (Sennen) Sennen & Font Quer[6]

## Nombres comunes
- Castellano: anemone, anémona cantábrica.[6]